# Korvettenleutnant
Pour les articles homonymes, voir Lieutenant de corvette.

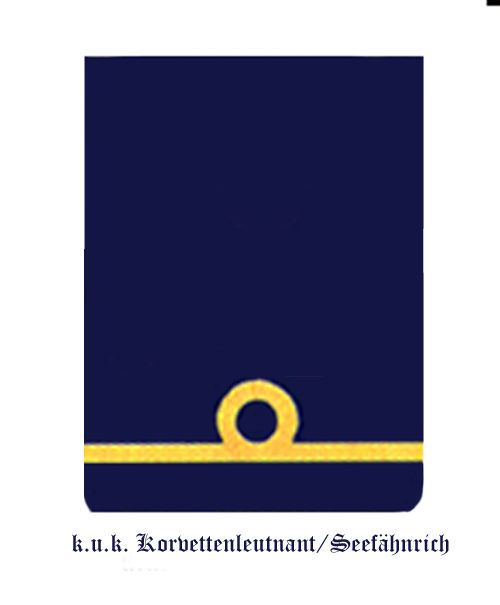
Insigne de Korvettenleutnant/Seefähnrich

Korvettenleutnant ou Tengerészzászlós en français : « lieutenant de corvette » est un grade militaire utilisé par la Marine austro-hongroise. C'était l'équivalent du Leutnant en français : « lieutenant » dans l'Armée austro-hongroise et du Leutnant zur See dans la Kaiserliche Marine. Ramené à l'époque moderne, il s'agirait d'un grade OTAN OF-1b.

## Description
Le nom de ce grade a été choisi dans la continuité des noms de navires militaires du début du XIXe siècle : Korvette en français : « corvette », Fregatte en français : « frégate » et Linienschiff en français : « vaisseau ». Dans la Marine austro-hongroise, la hiérarchie était donc comme suit, du plus gradé au moins gradé :
- Linienschiffskapitän, équivalent du Oberst dans l'armée austro-hongroise et du Kapitän zur See dans la marine impériale allemande ;
- Fregattenkapitän, équivalent du Oberstleutnant dans l'armée austro-hongroise ;
- Korvettenkapitän, équivalent du Major dans l'armée austro-hongroise ;
- Linienschiffsleutnant, équivalent du Hauptmann dans l'armée austro-hongroise ;
- Fregattenleutnant, équivalent du Oberleutnant dans l'armée austro-hongroise ;
- Korvettenleutnant, équivalent du Leutnant dans l'armée austro-hongroise.